# دهستان آره
دهستان آره (به لاتین: Are Parish) یک دهستان در استونی است که در شهرستان پارنو واقع شده‌است.

## خصوصیات
دهستان آره ۱۶۱ کیلومترمربع مساحت و ۱٬۳۳۲ نفر جمعیت دارد.